# حیدر صارمی
حیدر صارمی خالق نمایش‌های رادیویی جانی دالر در سال ۱۳۰۳ در اصفهان متولد شد. او که سال ها در شمال کشور زندگی می کرد در آبان ۱۳۹۰ بر اثر بیماری سرطان در اصفهان درگذشت.

## رادیو
حیدر صارمی را که علاقه‌مندان به نمایش‌های رادیویی با نام کارآگاه جانی دالر می‌شناسند، از بزرگان نمایش رادیویی کشور بود. صارمی علاوه بر سال ها حضور در رادیو به عنوان گوینده و بازیگر، در سینمای دهه های ۳۰ و ۴۰ شمسی نیز به عنوان بازیگر و دوبلور فعالیت داشت.  
- ارادتمند، جانی دالر (رادیو ایران)

## فیلم‌شناسی
1. افق روشن (۱۳۴۴)
2. مرخصی اجباری (۱۳۴۴)
3. من مادرم (۱۳۴۴)
4. ببر رینگ (۱۳۴۳)
5. زندگی دوزخی (۱۳۴۳)
6. پرتگاه مخوف (۱۳۴۲)
7. جاده مرگ (۱۳۴۲)
8. اشک شوق (۱۳۴۱)
9. گذشت (۱۳۴۱)
10. آتشپاره تهران (۱۳۴۰)
11. عشق بزرگ (۱۳۴۰)
12. دوستان یکرنگ (۱۳۳۹)
13. اینم یک جورشه (۱۳۳۸)
14. چشم به راه (۱۳۳۷)
15. ماجرای استودیو (۱۳۳۷)
16. همه گناهکاریم (۱۳۳۷)
17. بازگشت به زندگی (۱۳۳۶)
18. خورشید می‌درخشد (۱۳۳۵)
19. ماجرای عجیب (۱۳۳۵)
20. چهره آشنا (۱۳۳۲)

## رادیو
1. ارادتمند، جانی دالر (رادیو ایران)